# Limnophora prominens
Limnophora prominens är en tvåvingeart som beskrevs av Stein 1904. Limnophora prominens ingår i släktet Limnophora och familjen husflugor. Inga underarter finns listade i Catalogue of Life.